# 阿風索克勞迪歐

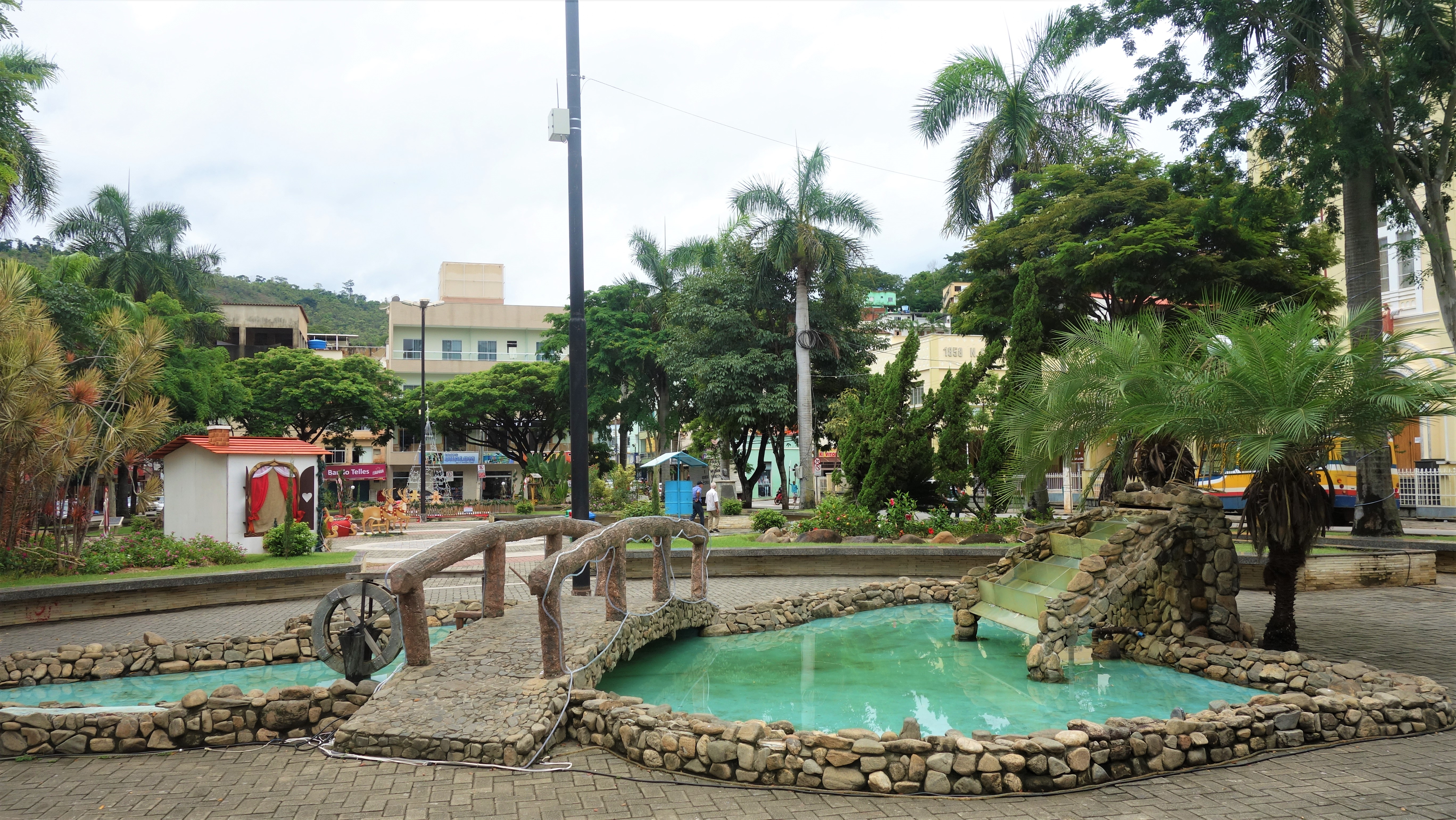
阿風索克勞迪歐

阿風索克勞迪歐（葡萄牙語：Afonso Cláudio），是巴西的城鎮，位於該國東南部，由聖埃斯皮里圖州負責管轄，始建於1891年1月20日，面積954平方公里，2009年人口31,384，人口密度每平方公里36.09人。
20°4′26″S 41°7′26″W / 20.07389°S 41.12389°W